# Suvi Minkkinen
Suvi Minkkinen est une biathlète finlandaise, née le 8 décembre 1994 à Joutsa.

## Biographie
Représentant le club de sa ville natale Joutsa, elle est entraînée par Mikko Viitanen.
Minkkinen fait ses débuts internationaux en 2013 aux Championnats du monde jeunesse, puis apparaît dans l'IBU Cup lors de la saison 2013-2014.
Elle fait ses débuts en Coupe du monde en fin d'année 2017 à Östersund, puis elle alterne les courses en IBU Cup et en Coupe du monde.
Elle est sélectionnée pour les Jeux olympiques d'hiver de 2018, à Pyeongchang, où elle se classe 69e de l'individuel, unique épreuve qu'elle dispute.
Lors de la saison 2018-2019, elle court deux étapes dans l'IBU Cup, où elle réalise son premier top dix avec une neuvième place au sprint de Ridnaun. Elle est ensuite incluse dans le groupe de la Coupe du monde pour le reste de la saison, pour participer aux Championnats du monde à Östersund et obtenir comme meilleur résultat une 43e place à Oslo.
En 2019-2020, après avoir obtenu des résultats en dehors du top 60, Minkkinen ouvre son compteur de points à Ruhpolding avec une 31e place en sprint et un sans faute au tir, puis une 29e place en poursuite. En décembre 2020, elle se classe 25e à Hochfilzen, après une remontée de 19 places sur la poursuite.
Lors de la saison 2021-2022, elle fait partie des toutes meilleures derrière la carabine, ce qui lui permet de réaliser de bonnes performances. En particulier à Ruhpolding en Allemagne, partant en 51e position sur la poursuite, elle termine à la 18e place, grâce à un 20/20 au tir.
La Finlandaise parvient lors de la saison 2023-2024 à monter pour la première fois de sa carrière sur un podium de coupe du monde, en prenant la troisième place du relais mixte simple à Oslo-Holmenkollen, en compagnie d'Otto Invenius. Elle fait partie des biathlètes les plus précises au tir.
Minkkinen effectue un excellent début de saison 2024-2025. À Kontiolahti, elle signe son premier podium individuel en se classant troisième du sprint avec un sans faute au tir. Elle conserve son très bon état de forme en s'installant dans le top 10 du classement général. En janvier à Oberhof, elle remporte en compagnie de son compatriote Tero Seppälä le relais mixte simple, une première pour le biathlon finlandais.
Aux Championnats du monde de biathlon 2025 à Lenzerheide, elle décroche la médaille de bronze sur le sprint derrière Justine Braisaz-Bouchet et Franziska Preuß,.
La Finlandaise s'adjuge en fin de saison un nouveau podium, lors du sprint à Oslo-Holmenkollen, prenant la troisième place derrière Preuß et Jeanmonnot. Elle conclut la saison de Coupe du monde à la 7e place du classement général, sa meilleure performance en carrière, en grande partie due à une précision de 370 balles dans la cible sur 400 tirées (soit 92,5 % de réussite), seulement devancée dans ce domaine par l'Ukrainienne Yuliia Dzhima (93,42 % de réussite).

## Palmarès

### Jeux olympiques
| Édition / Épreuve | Individuel | Sprint | Poursuite | Mass start | Relais | Relais mixte |
| ----------------- | ---------- | ------ | --------- | ---------- | ------ | ------------ |
| Pyeongchang 2018  | 69e        | —      | —         | —          | —      | —            |
| Pékin 2022        | N.P.       | 51e    | 43e       | —          | 16e    | 11e          |

Légende :
- — : non disputée par Minkkinen
- N.P. : non partante

### Championnats du monde
| Édition / Épreuve       | Individuel | Sprint                    | Poursuite | Mass start | Relais | Relais mixte | Relais mixte simple              |
| ----------------------- | ---------- | ------------------------- | --------- | ---------- | ------ | ------------ | -------------------------------- |
| Kontiolahti 2015        | —          | 86e                       | —         | —          | 23e    | —            | Épreuve inexistante à cette date |
| Hochfilzen 2017         | 72e        | —                         | —         | —          | 22e    | —            | Épreuve inexistante à cette date |
| Östersund 2019          | 56e        | 73e                       | —         | —          | 22e    | —            | —                                |
| Antholz-Anterselva 2020 | 39e        | 80e                       | —         | —          | 11e    | —            | —                                |
| Pokljuka 2021           | 57e        | 85e                       | —         | —          | 14e    | 13e          | —                                |
| Oberhof 2023            | 8e         | 35e                       | 24e       | 25e        | 13e    | 11e          | 10e                              |
| Nové Město 2024         | 23e        | 47e                       | 29e       | —          | 17e    | 20e          | 12e                              |
| Lenzerheide 2025        | 4e         | Médaille de bronze, monde | 6e        | 8e         | 15e    | 9e           | 10e                              |

Légende :
- : première place, médaille d'or
- : deuxième place, médaille d'argent
- : troisième place, médaille de bronze
- — : non disputée par Minkkinen
- : pas d'épreuve

### Coupe du monde
- Meilleur classement général : 7e en 2025.
- 6 podiums :
  - 3 podiums individuels : 3 troisièmes places.
  - 3 podiums en relais simple mixte : 1 victoire et 2 troisièmes places.

Dernière mise à jour le 23 mars 2025.

#### Classements en Coupe du monde
| Saison    | Individuel | Individuel | Sprint | Sprint   | Poursuite | Poursuite | Mass start | Mass start | Général | Général  |
| Saison    | Points     | Position   | Points | Position | Points    | Position  | Points     | Position   | Points  | Position |
| --------- | ---------- | ---------- | ------ | -------- | --------- | --------- | ---------- | ---------- | ------- | -------- |
| 2017-2018 | -          | nc         | -      | nc       | -         | nc        |            |            | -       | n.c.     |
| 2018-2019 | -          | nc         | -      | nc       | -         | nc        |            |            | -       | n.c.     |
| 2019-2020 | 2          | 65e        | 21     | 65e      | 14        | 59e       |            |            | 37      | 70e      |
| 2020-2021 | -          | nc         | 5      | 85e      | 19        | 60e       |            |            | 24      | 76e      |
| 2021-2022 | -          | nc         | 45     | 49e      | 81        | 28e       | 18         | 41e        | 148     | 43e      |
| 2022-2023 | 10         | 57e        | 98     | 23e      | 91        | 22e       | 29         | 34e        | 228     | 27e      |
| 2023-2024 | 12         | 57e        | 61     | 37e      | 40        | 43e       |            |            | 113     | 42e      |
| 2024-2025 | 90         | 9e         | 271    | 4e       | 164       | 10e       | 169        | 8e         | 694     | 7e       |

#### Résultats détaillés en Coupe du monde
| 2017-2018 |        |        |        |        |        |        |        |        |        |        |        |        |         |        |        | .       | .       | .      | .      |        |        |         |         |         |        |    | n.c |
| 2017-2018 | IN 78e | SP 87e | PU     | SP     | PU     | SP 83e | PU     | MS     | SP     | PU     | IN 69e | MS     | SP      | PU     | MS     | SP      | PU      | IN 69e | MS     | SP     | MS     | SP 56e  | PU 50e  | SP 71e  | PU     | MS | n.c |
| 2018-2019 |        |        |        |        |        |        |        |        |        |        |        |        |         |        |        |         |         |        |        | .      | .      | .       | .       |         |        |    | n.c |
| 2018-2019 | IN     | SP     | PU     | SP     | PU     | SP 62e | PU     | MS     | SP 91e | PU     | SP 61e | MS     | SP N.P. | PU     | MS     | SI 59e  | SP Ann. | SP 59e | PU 49e | SP 73e | PU     | IN 56e  | MS      | SP 43e  | PU     | MS | n.c |
| 2019-2020 |        |        |        |        |        |        |        |        |        |        |        |        |         | .      | .      | .       | .       |        |        |        |        |         |         |         |        |    | 70e |
| 2019-2020 | SP 88e | IN 74e | SP 98e | PU     | SP 77e | PU     | MS     | SP 83e | MS     | SP 31e | PU 29e | IN     | MS      | SP 80e | PU     | IN 39e  | MS      | SP 36e | MS     | SP 35e | PU 39e | SP Ann. | PU Ann. | MS Ann. |        |    | 70e |
| 2020-2021 |        |        |        |        |        |        |        |        |        |        |        |        |         |        |        | .       | .       | .      | .      |        |        |         |         |         |        |    | 76e |
| 2020-2021 | IN 69e | SP 78e | SP 71e | PU     | SP 56e | PU 44e | SP 44e | PU 25e | MS     | SP 75e | PU     | SP 56e | MS      | IN 58e | MS     | SP 85e  | PU      | IN 57e | MS     | SP 52e | PU 46e | SP 49e  | PU 39e  | SP 36e  | PU 40e | MS | 76e |
| 2021-2022 |        |        |        |        |        |        |        |        |        |        |        |        |         |        |        | .       | .       | .      | .      |        |        |         |         |         |        |    | 43e |
| 2021-2022 | IN 80e | SP 81e | SP 79e | PU     | SP 29e | PU 24e | SP 42e | PU 29e | MS     | SP 57e | PU 29e | SP 51e | PU 18e  | IN     | MS     | IN N.P. | SP 51e  | PU 43e | MS     | SP 25e | PU 24e | SP 20e  | MS 22e  | SP      | PU     | MS | 43e |
| 2022-2023 |        |        |        |        |        |        |        |        |        |        |        |        |         |        | .      | .       | .       | .      |        |        |        |         |         |         |        |    | 27e |
| 2022-2023 | IN 40e | SP 27e | PU 15e | SP 38e | PU 19e | SP 31e | PU 30e | MS     | SP 35e | PU 24e | IN 32e | MS 29e | SP 36e  | PU 43e | SP 35e | PU 24e  | IN 8e   | MS 25e | SP 21e | PU 20e | IN 53e | MS 29e  | SP 11e  | PU Ann. | MS 20e |    | 27e |
| 2023-2024 |        |        |        |        |        |        |        |        |        |        |        |        |         |        | .      | .       | .       | .      |        |        |        |         |         |         |        |    | 42e |
| 2023-2024 | IN 52e | SP 40e | PU 34e | SP 18e | PU 41e | SP 28e | PU 30e | MS     | SP 42e | PU 50e | SP 56e | PU 43e | SI 64e  | MS     | SP 47e | PU 29e  | IN 23e  | MS     | IN 29e | MS     | SP 17e | PU 20e  | SP 43e  | PU 40e  | MS     |    | 42e |
| 2024-2025 |        |        |        |        |        |        |        |        |        |        |        |        |         |        | .      | .       | .       | .      |        |        |        |         |         |         |        |    | 7e  |
| 2024-2025 | SI 10e | SP 3e  | MS 11e | SP 14e | PU 7e  | SP 18e | PU 23e | MS 5e  | SP 5e  | PU 8e  | IN 8e  | MS 5e  | SP 69e  | PU     | SP 3e  | PU 6e   | IN 4e   | MS 8e  | SP 7e  | PU 10e | SI 19e | MS 27e  | SP 3e   | PU 8e   | MS 10e |    | 7e  |